# 비톨로
빅토르 마친 페레스(스페인어: Víctor Machín Pérez, 1989년 11월 2일 ~ )는 비톨로(Vitolo)라는 이름으로 잘 알려진 라스팔마스에서 활약하고 있는 스페인의 축구 선수이다.
라스팔마스 유소년 팀 출신인 비톨로는 2010년 8월 28일 짐나스틱 데 타라고나와의 경기에서 첫 성인팀 데뷔전을 치렀다. 같은 해 9월 11일, 비톨로는 알코르콘과의 경기에서 첫 데뷔골을 터뜨렸다.
2013년 6월 28일, 비톨로는 라스팔마스를 떠나 세비야와 4년 계약을 하게 된다. 같은 해 8월 18일, 아틀레티코 마드리드와의 경기에서 출전하면서 라리가 데뷔전을 치렀다. 그의 라리가에서의 첫 골은 11월 10일 에스파뇰과의 경기에서 터졌다.
비톨로는 2015년 우크라이나와의 UEFA 유로 2016 예선 경기에서 스페인 축구 국가대표팀 소속으로 첫 데뷔전을 치렀다.

## 수상

#### 세비야
- UEFA 유로파리그: 2013–14, 2014–15, 2015–16

#### 아틀레티코 마드리드
- 라리가 : 2020-21
- UEFA 유로파리그 : 2017-18
- UEFA 슈퍼컵 : 2018

### 개인
- 라리가 이달의 선수: 2015년 3월[5]